# علي عطيف
علي عطيف لاعب كرة قدم سعودي ، في مركز لاعب وسط .

## مسيرة اللاعب
وقد مثل نادي الشباب السعودي ونادي الرائد السعودي ونادي الاتفاق السعودي و نادي العروبة السعودي ونادي الشعلة .

## الحياة الشخصية
هو من عائلة رياضية فهو شقيق اللاعبين عبده عطيف وأحمد عطيف وصقر عطيف وعبد الله عطيف.